# Салини (озеро)
Салини (греч. Λίμνη Σαλίνη ή Σαλτίνη) — очень мелкое солёное или солоноватое прибрежное озеро в Греции. 
Расположено на мысе Актион, вдающемся в Ионическое море, к югу от узкого пролива Превеза — входа в залив Превеза и далее в залив Амвракикос, в северо-западной части периферийной единицы Этолия и Акарнания в периферии Западная Греция, к югу от города Превеза. Имеет проток в бухту Айос-Николаос залива Дермата, расположенную южнее. Площадь около 210 га.

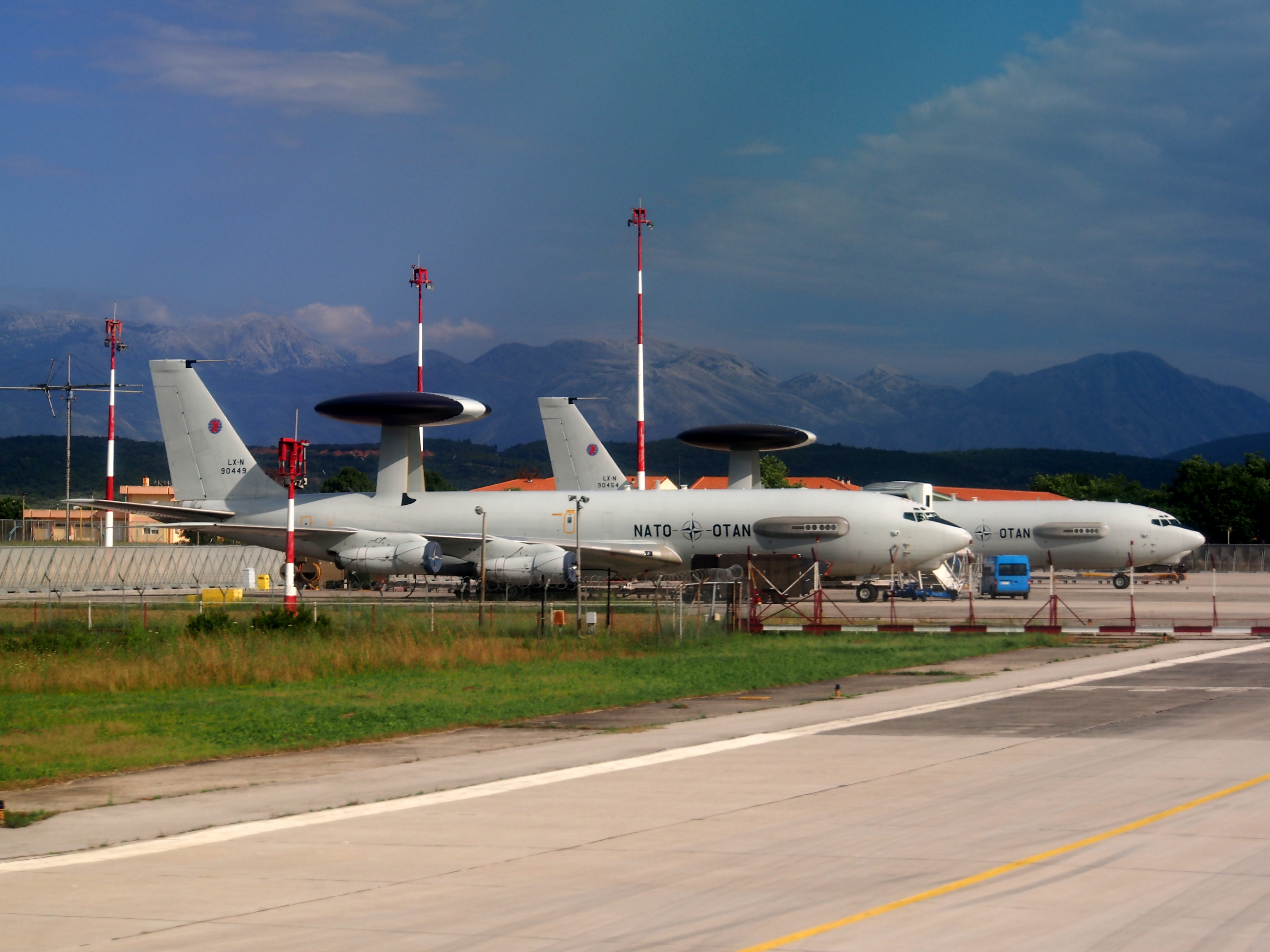
Самолёты NATO AWACS E-3A на Актион (база передового развёртывания)

На северном берегу озера находится аэропорт «Актион» (ИАТА: PVK, ИКАО: LGPZ), который расположен на одноимённой базе передового развёртывания (англ. Forward Operating Base (FOB) Aktion), которая обслуживает самолёты NATO AWACS E-3A.
Озеро Салини и расположенное юго-восточнее озеро Вулкарья являются важным местом для птиц, находящихся под угрозой исчезновения, и входят в сеть «Натура 2000». Оба озера служат для орошения окрестностей и широко используются для рыбалки. Оба озера пока плохо изучены.
Территория вокруг озера имеет равнинный рельеф, здесь находятся обширные сельскохозяйственные поля и луга. К востоку от озера — поля, оливковые рощи и пастбища. К северу от озера, рядом с грунтовой дорогой, которая отделяет озеро от аэропорта, есть луга с растениями видов Asphodelus aestivus, Dittrichia viscosa, Romulea bulbocodium и другими.